# Ivan Golikov
Ivan Ivanovič Golikov (en russe Иван Иванович Голиков) est un écrivain russe né à Koursk en 1735 et mort à Saint-Pétersbourg en 1801.

## Biographie
Il était d'abord négociant. Il se livra à l'étude de l'histoire et de la littérature, recueillit une foule de documents sur la vie de Pierre le Grand et fit paraître de 1788 à 1790, en russe, Les Hauts Faits de Pierre le Grand, 12 vol. in-12. 
Il publia successivement jusqu'en 1798 divers suppléments à cet ouvrage qui formèrent 18 nouveaux volumes ; il le compléta enfin en 1798 par les Anecdotes de Pierre le Grand.
Paul Ier lui donna en 1800 le titre de conseiller aulique.